# Museo del Pan (Mayorga)
El Museo del Pan es un espacio museístico con sede en Mayorga (provincia de Valladolid, Castilla y León, España). Abrió sus puertas en 2009 y es un centro único por su temática. Ocupa un edificio funcional construido adosado a la antigua iglesia mudéjar de San Juan que fue restaurada, rehabilitada y adaptada para su uso como museo. 

## Características

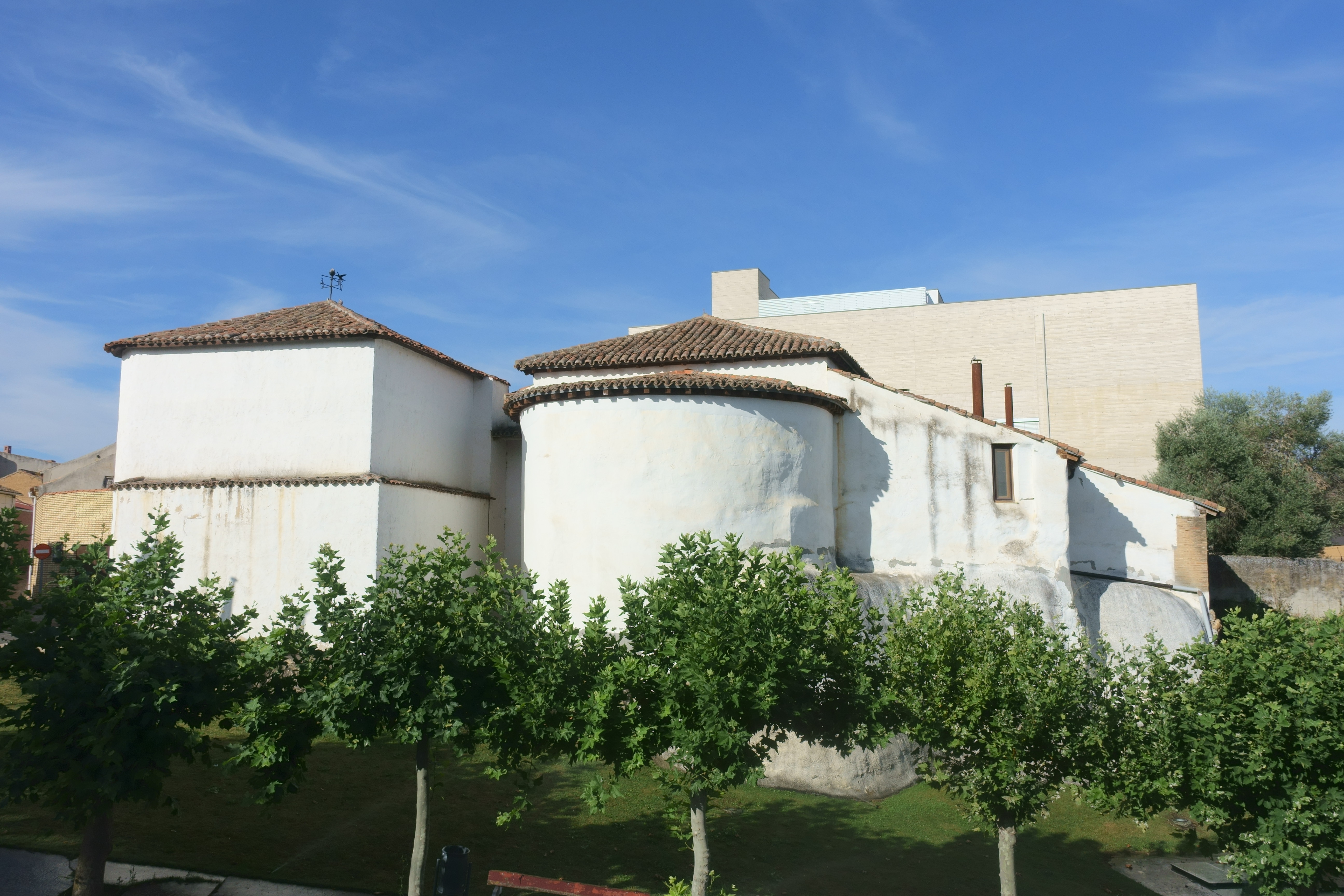
Vista del museo.

El proyecto, financiado por la Diputación Provincial de Valladolid, fue obra del arquitecto Roberto Valle González. Tiene como objetivos poner en valor uno de los productos más enraizados de Castilla y León: el pan, así como reconocer la labor de agricultores, ganaderos y fabricantes de harina, y dinamizar la parte Norte de la provincia, Tierra de Campos.
Es un museo interactivo, donde los visitantes pueden elaborar pan y el usuario sentirse integrado en el mismo. Tiene 3000 metros cuadrados de exposición y se diseñó a partir de la iglesia de San Juan, de estilo mudéjar y ya desacralizada. Como el tamaño de la misma resultaba insuficiente se añadió, del lado de la cabecera, un edificio de nueva planta realizado en hormigón visto tanto por el interior como por el exterior a manera de contenedor en el que cada planta tiene una forma distinta y genera espacios de diferentes alturas. El hormigón como material hace referencia a los moldes que se emplean aun hoy día para la realización de muchos productos derivados de la harina. Los espacios interiores destacan, además, por la escala y la luz natural cambiante a lo largo del día y de las estaciones del año.
El proyecto recibió el IV Premio Enor de Arquitectura Castilla y León en 2009.